# 峨眉蜡瓣花
峨眉蜡瓣花（学名：Corylopsis omeiensis）为金缕梅科蜡瓣花属下的一个种。

## 扩展阅读
維基物種上的相關：峨眉蜡瓣花